# Rupel (Fluss)
Die Rupel (gesprochen: Rüpel) ist nicht der einzige Fluss in Belgien „ohne Quelle“. Sie ist die gemeinsame Endstrecke eines breiten Fächers von Zuflüssen und deren Zuflüssen. Sie wird gebildet durch den Zusammenfluss von Nete und Dijle. Die Nete wiederum entsteht aus Grote Nete und Kleine Nete. Unter den Nebenflüssen der Dijle ist die Demer, deren Zufluss Gete aus Grote Gete und Kleine Gete entsteht.
Die nur 12 km lange Rupel durchläuft die Provinz Antwerpen im flämischen Teil Belgiens. Sie ist ein rechter Nebenfluss der Schelde und mündet in diese gegenüber von Rupelmonde. Über die Schelde wirken die Gezeiten der Nordsee bis in die Rupel. Der Fluss ist schiffbar.